# Hafnij
Hafnij je kemijski element atomskog (rednog) broja 72 i atomske mase 178,49(2). U periodnom sustavu elemenata predstavlja ga simbol Hf.
To je metal visokog srebrnog sjaja otporan na koroziju. Pošto je mekan, može se izvlačiti, valjati i kovati.

Na izloženoj površini stvara se oksidni film. Otporan je na lužine i kiseline (osim HF). Metalni se prah sam zapali i gori na zraku. Njegova gustoća i tvrdoća iznose 13310 kg/m3, 5,5. Hafnij je zastupljen u zemljinoj kori u količini od 5,3 ppm (en. parts per million). Spojevi hafnija toliko su slični spojevima cirkonija da ih je skoro nemoguće značajnije odvojiti. Najvažniji mineral hafnija je: alvit (Hf,Th,Zr)SiO4• x H2O
Legira se s mnogim metalima. Hafnijev karbid i nitrid ubrajaju se u izrazito vatrostalne materijale.
Hafnij su 1923. godine otkrili Dirk Costner (Nizozemska) i George Hevesy (Mađarska). Ime je dobio po latinskom nazivu za Kopenhagen - Hafnia.